# Secretaria de Estado de Fazenda de Mato Grosso do Sul
| Secretaria de Fazenda                                                                                  |                                |
| Avenida Desembargador José Nunes da Cunha, s/n - Parque dos Poderes, bloco 2 Campo Grande, MS Sefaz-MS |                                |
| Criação                                                                                                | 1 de janeiro de 1979 (46 anos) |
| Atual secretário                                                                                       | Flávio César                   |

A Secretaria de Estado de Fazenda de Mato Grosso do Sul (Sefaz) é o órgão estadual que executa a política econômica e fiscal do estado, além de elaborar e acompanhar a execução do orçamento. É uma das nove secretarias que integram o Governo de Mato Grosso do Sul.

## História
Foi criada em 1º de janeiro de 1979, quando o estado foi oficialmente instalado, sob a denominação de Secretaria de Estado de Fazenda. Em 1996, passou a ser designada como Secretaria de Estado de Finanças, Planejamento e Orçamento. Voltou a ser nomeada como Secretaria de Estado de Fazenda em 1999.
No ano seguinte, ganhou a denominação de Secretaria de Estado de Receita e Controle. Desde 2006, voltou mais uma vez à designação de Secretaria de Estado de Fazenda.

## Atribuições
Cabe à Sefaz a coordenação da execução das atividades de contabilidade geral dos recursos orçamentário, financeiros e patrimoniais do estado; a formulação, execução e a fiscalização da política tributária e fiscal; a elaboração e execução do orçamento; e a celebração, o acompanhamento e o controle da execução de convênios em que forem convenentes órgãos ou entidades do Poder Executivo.

## Lista de secretários
| Nº | Nome                           | Início do mandato       | Fim do mandato          | Governador                 | Notas e referências  | Órgão                                                      |
| 1  | Paulo de Almeida Fagundes      | 1º de janeiro de 1979   | 12 de junho de 1979     | Harry Amorim Costa         | [ 3 ] [ 9 ]          | Secretaria de Estado de Fazenda                            |
| 1  | Paulo de Almeida Fagundes      | 13 de junho de 1979     | 30 de junho de 1979     | Londres Machado (interino) | [ 3 ] [ 9 ]          | Secretaria de Estado de Fazenda                            |
| 1  | Paulo de Almeida Fagundes      | 30 de junho de 1979     | 28 de outubro de 1980   | Marcelo Miranda            | [ 3 ] [ 9 ]          | Secretaria de Estado de Fazenda                            |
| 1  | Paulo de Almeida Fagundes      | 28 de outubro de 1980   | 6 de novembro de 1980   | Londres Machado (interino) | [ 3 ] [ 9 ]          | Secretaria de Estado de Fazenda                            |
| 2  | Hugo Bonfim                    | 7 de novembro de 1980   | 8 de janeiro de 1981    | Pedro Pedrossian           | [ 10 ]               | Secretaria de Estado de Fazenda                            |
| 3  | Wilson Coutinho                | 9 de janeiro de 1981    | 28 de setembro de 1981  | Pedro Pedrossian           | [ 11 ]               | Secretaria de Estado de Fazenda                            |
| 4  | Gentil Zoccante                | 28 de setembro de 1981  | 14 de março de 1983     | Pedro Pedrossian           | [ 12 ]               | Secretaria de Estado de Fazenda                            |
| 5  | Thiago Franco Cançado          | 15 de março de 1983     | 14 de maio de 1986      | Wilson Barbosa Martins     | [ 13 ] [ 14 ]        | Secretaria de Estado de Fazenda                            |
| 5  | Thiago Franco Cançado          | 14 de maio de 1986      | 4 de dezembro de 1986   | Ramez Tebet                | [ 13 ] [ 14 ]        | Secretaria de Estado de Fazenda                            |
| 5  | Mauro Wasilewski               | 4 de dezembro de 1986   | 14 de março de 1987     | Ramez Tebet                | [ 15 ] [ 16 ]        | Secretaria de Estado de Fazenda                            |
| 6  | João Leite Schimidt            | 15 de março de 1987     | 22 de agosto de 1988    | Marcelo Miranda            | [ 17 ] [ 18 ] [ 19 ] | Secretaria de Estado de Fazenda                            |
| 7  | Flávio Derzi                   | 23 de agosto de 1988    | 9 de novembro de 1989   | Marcelo Miranda            | [ 20 ] [ 21 ] [ 22 ] | Secretaria de Estado de Fazenda                            |
| 8  | Leonildo Bachega               | 24 de novembro de 1989  | 14 de março de 1991     | Marcelo Miranda            | [ 23 ] [ 24 ]        | Secretaria de Estado de Fazenda                            |
| 9  | José Antônio Felício           | 15 de março de 1991     | 26 de fevereiro de 1993 | Pedro Pedrossian           | [ 25 ] [ 26 ]        | Secretaria de Estado de Fazenda                            |
| 10 | Valdemar Justus Horn           | 26 de fevereiro de 1993 | 14 de março de 1994     | Pedro Pedrossian           | [ 27 ]               | Secretaria de Estado de Fazenda                            |
| 11 | Fernando Luiz Corrêa da Costa  | 14 de março de 1994     | 31 de dezembro de 1994  | Pedro Pedrossian           | [ 28 ]               | Secretaria de Estado de Fazenda                            |
| 12 | Thiago Franco Cançado          | 1º de janeiro de 1995   | 7 de fevereiro de 1996  | Wilson Barbosa Martins     | [ 29 ] [ 14 ]        | Secretaria de Estado de Fazenda                            |
| 13 | Ricardo Bacha                  | 7 de fevereiro de 1996  | 31 de março de 1998     | Wilson Barbosa Martins     | [ 30 ] [ 31 ]        | Secretaria de Estado de Finanças, Planejamento e Orçamento |
| 14 | José Ancelmo dos Santos        | 31 de março de 1998     | 31 de dezembro de 1998  | Wilson Barbosa Martins     | [ 32 ] [ 33 ]        | Secretaria de Estado de Finanças, Planejamento e Orçamento |
| 15 | Paulo Bernardo                 | 1º de janeiro de 1999   | 12 de dezembro de 2000  | Zeca do PT                 | [ 34 ] [ 35 ]        | Secretaria de Estado de Fazenda                            |
| 16 | Paulo Duarte                   | 12 de dezembro de 2000  | 31 de dezembro de 2002  | Zeca do PT                 | [ 36 ] [ 37 ]        | Secretaria de Estado de Receita e Controle                 |
| 17 | José Ricardo Cabral            | 1º de janeiro de 2003   | 30 de novembro de 2006  | Zeca do PT                 | [ 38 ]               | Secretaria de Estado de Receita e Controle                 |
| 18 | Etsuo Hirakawa                 | 30 de novembro de 2006  | 31 de dezembro de 2006  | Zeca do PT                 | [ 39 ]               | Secretaria de Estado de Receita e Controle                 |
| 19 | Mário Sérgio Lorenzetto        | 1º de janeiro de 2007   | 1º de novembro de 2012  | André Puccinelli           | [ 40 ] [ 41 ] [ 42 ] | Secretaria de Estado de Fazenda                            |
| 20 | Jader Rieffe Julianelli Afonso | 1º de novembro de 2012  | 31 de dezembro de 2014  | André Puccinelli           | [ 43 ] [ 44 ]        | Secretaria de Estado de Fazenda                            |
| 21 | Márcio Monteiro                | 1º de janeiro de 2015   | 10 de novembro de 2017  | Reinaldo Azambuja          | [ 45 ] [ 46 ]        | Secretaria de Estado de Fazenda                            |
| 22 | Guaraci Fontana                | 5 de dezembro de 2017   | 31 de dezembro de 2018  | Reinaldo Azambuja          | [ 47 ] [ 48 ]        | Secretaria de Estado de Fazenda                            |
| 23 | Felipe Mattos                  | 1º de janeiro de 2019   | 31 de dezembro de 2022  | Reinaldo Azambuja          | [ 49 ] [ 50 ]        | Secretaria de Estado de Fazenda                            |
| 24 | Flávio César                   | 1º de janeiro de 2023   | Atualidade              | Eduardo Riedel             | [ 51 ] [ 52 ] [ 53 ] | Secretaria de Estado de Fazenda                            |